# Тоді широкодзьобий
Тоді широкодзьобий (Todus subulatus) — вид сиворакшоподібних птахів родини тодієвих (Todidae).

## Поширення
Ендемік острова Гаїті. Мешкає у сухих рідколіссях із заростями чагарників і кактусів. Трапляється на висоті до 1700 м.

## Опис
Тіло завдовжки до 11,5 см, вагою 7,5 г. Верхня сторона тіла яскраво-зелена. Груди та черево сірувато-білі. Горло червоне з сріблясто-сірою облямівкою. Боки блідо-рожеві. Дзьоб довгий та вузький, зверху чорний, знизу червоний.

## Спосіб життя
Поширений повсюдно, віддає перевагу посушливим і напівпосушливим регіонам. Населяє відкриті чагарникові зарості та напівпустелі, кавові плантації. Живиться комахами. Гніздиться з березня по червень. Гніздо будує у норах завдовжки до 30 см. У кладці 3-4 глянцевих білих яйця.